# Oni (videojuego)
Oni es un videojuego que está inspirado en el manga japonés Ghost in the Shell, fue creado por Bungie (solo en Windows y Mac) y Rockstar Toronto (solo en PS2). Fue publicado el 29 de enero del 2001.
Se centra en las misiones de una agente del TCTF (Technological Crimes Task Force "Fuerza de Tarea de Delitos Tecnológicos") de nombre clave "Konoko", que se enfrenta ante un grupo de criminales más conocido como "El Sindicato" (también los llaman "La Organización" y "El Gobierno de Coalición Mundial") cuyo líder es Muro. La misión de Konoko es infiltrarse en los establecimientos que utiliza el Sindicato clandestinamente y frustrar los planes de Muro.
Si bien Oni tuvo un éxito reconocido de forma independiente en su momento de lanzamiento, en la actualidad Oni es considerado como un videojuego de culto y es considerado un clásico para varios seguidores de culto.

## Síntesis
La acción de Oni tiene lugar alrededor del año 2032. El mundo del juego es una distopía, una tierra tan contaminada que sigue siendo de poca habitabilidad. Para resolver la crisis económica internacional no especificado, todas las naciones se han combinado en una sola entidad, la Organización Mundial de la Coalición de Gobierno. El gobierno está fuera de control, diciéndole a la población que lo que realmente son peligrosamente tóxicos son las Reservas naturales, y usa la Fuerza de Tarea de Delitos Tecnológicos, su policía secreta, para espiar a los ciudadanos y reprimir la oposición. El jugador de carácter, el nombre clave de Konoko, el nombre completo más adelante dado como Mai Hasegawa, comienza el juego de trabajo para la policía. Pronto, ella aprende que sus empleadores han mantenido en secreto el pasado de ella. Ella se vuelve contra ellos, ya que se embarca en una búsqueda del autodescubrimiento. El jugador aprende más sobre los orígenes de su familia y mientras lucha con el TCTF y su mayor enemigo, el igualmente monolítica organización delictiva denominada "Sindicato". En el clímax del juego, Konoko descubre un plan de "Sindicato" para llevar a la Conversión de Centros de la Atmósfera, las plantas de tratamiento de aire necesario para mantener a la mayoría de la población del mundo viva, a un catastrófico mal funcionamiento. Ella tiene un éxito parcial en frustrar el complot, salvando una parte de la humanidad.

## Juego
Hay diez armas en Oni, incluyendo pistolas, rifles, lanzadores de cohetes y armas de energía. Power-ups como "hyposprays", que sana las heridas y dispositivos de encubrimiento, que hacen que el jugador sea invisible; se pueden encontrar dispersos en todo los niveles o en cadáveres. Dado que el jugador sólo puede llevar un arma a la vez y la munición es escasa, la lucha mano a mano también es eficaz contra los enemigos. El jugador puede golpear, patear y lanzar enemigos, avanzando en los niveles más tarde abren y se mueve más combos. 
Hay varias clases de enemigos, cada uno con su propio estilo de combate sin armas. Cada categoría se subdivide en niveles bien ordenado con respecto a la fuerza.
A diferencia de la mayoría de juegos de consola, Oni no limita al jugador a la lucha contra pequeños grupos de enemigos en pequeños espacios, cada zona es totalmente abierto para explorar. Los catorce niveles son de diversos tamaños, algunas lo suficientemente grandes como para comprender la totalidad de un edificio. Bungie contrató a dos arquitectos para diseñar los edificios. 
El motor de Oni implementa de un método de interpolación que monta el marco deslizamiento. El suavizado de la animación del complejo de artes marciales se mueve. Sin embargo, el marco deslizamiento es un problema común cuando hay varios enemigos cerca del jugador que te atacan.

## Historia
Al principio Konoko se encuentra con muchas encrucijadas. La Organización toma lugares como fábricas de maquinaria pesada, un aeropuerto, almacenes, y otros lugares para apoderarse de ciertos elementos situados en ese lugares. Konoko se apasiona con el caso y se compromete cada vez más con sus misiones, tanto ella como el TCTF suponen que Muro trama algo grave.
Mientras Konoko intenta descubrir que es lo que planea la Organización, los problemas graves comienzan cuando los hombres de Muro irrumpen en las oficinas del TCTF y secuestra a una amiga de Konoko (Shinatama) con el fin de atraer la atención de Konoko y además hacer investigaciones sobre Shinatama, que no es humana. Es entonces que desobedeciendo las órdenes de Griffin, Konoko va en busca de Shinatama. Griffin al ya no tener control sobre Konoko la acusa de ser una traidora y una terrorista y le ordena a todo el personal del TCTF que la capture, viva o muerta.
Konoko está ahora en busca de respuestas. Al averiguar acerca de su pasado (sus raíces, su verdadero nombre, sus familiares) se encuentra con diversas trampas organizadas tanto por Griffin como por Muro, ya que a ninguno de los dos les convenía realmente que Konoko conociera esa información.
El videojuego tiene dos finales alternativos, antes de cerciorarse del verdadero plan del Sindicato, que es crear una nueva raza de personas resistentes a la nueva atmósfera tóxica para de este modo controlar el planeta.
Tras dejar de lado el asunto de Griffin (asesinarlo, o no hacerlo) Konoko va en busca de su Hermano para neutralizarlo.
Si Konoko acaba con Griffin, una vez cara a cara con Muro se dará cuenta de que él ha mutado de una forma increíble y ahora es casi invencible.
Si Konoko decide dejar a Griffin con vida, se enfrentará a Muro junto con Griffin y dos oficiales especiales del TCTF que le brindaran ayuda pero solo contra los acompañantes de Muro, quienes solo aparecen en este final.
El juego dispone de muchas formas de combate. Además de utilizar diferentes tipos de armas (pistolas, rifles, armas nucleares, lanzacohetes y ametralladoras, entre otras cosas...), Oni cuenta con un sistema de combate cuerpo a cuerpo que incluye patadas, puñetazos, combos de ambos y Movimientos Especiales que, a medida que el juego avanza, Konoko va aprendiendo. A través de un menú llamado "Diary" el juego te muestra los Movimientos Especiales que Konoko domina y la forma de realizarlos, además de otro tipo de información valiosa para la trama del juego.
A lo largo del juego uno se encuentra con varios personajes, aquí un resumen de estos.

## Personajes

### Konoko
Data: Huérfana desde los tres años. Desde entonces, la mujer cuyo nombre código es Konoko fue instruida como guerrera ante el Gobierno de Coalición Mundial. Ha crecido bajo la vigilancia de una legión de científicos y de personal del TCTF, está entrenada para desafiar al enemigo con las más innovadoras técnicas de combate antiterrorista. Ella sabe que en algún sentido es diferente a los demás, aunque no sabe exactamente porqué. De todas formas, arde su deseo de demostrar sus habilidades al Comandante Griffin y a todo el TCTF.
Habilidades: Entrenada para combates cuerpo a cuerpo, es una experta tiradora.
Movimientos especiales: Puñetazo de Furia Ferviente, Patada Diabólica, Patada Fulera (entre otros).
Puntos Débiles: Vínculo emocional con Shinatama.

### Shinatama
Data: Shinatama es un androide SLD (Simulated Life Doll) responsable de la coordinación de toda la Comuna Regional de Comunicaciones de la Base TCTF Regional.
Habilidades: Gran conocimiento sobre Protocolos de Seguridad y Documentos del TCTF.
Puntos Débiles: No pelea.
Descripción: Shinatama tiene un vínculo neural con Konoko y puede comunicarse con ella mentalmente en cualquier momento que desee. En enlace neuronal proporciona a Konoko el acceso completo a la tecnología escáner de Shinatama y al conocimiento de Bancos de Datos.

### Comandante Griffin
Data: Comandante Regional del TCTF. Actualmente en Estado de Reserva en la lista de turnos de las Operaciones Fantasma del TCTF. Por ser el comandante Regional, Griffin posee control total sobre el personal y el equipo de su región. Es un astuto perro viejo, sus enemigos saben que nada conseguirá detener su lucha por mantener el control civil.
Habilidades: Entrenado para combates cuerpo a cuerpo, es un experto tirador.
Puntos Débiles: Ninguno.

### Muro
Data: Es el líder del Sindicato, la única organización non sancta capaz de plantarle cara al TCTF. Muro es un personaje bastante misterioso al principio del juego, ya que aparece en la tercera misión, en dos ocasiones muy cortas en las que Konoko solo intercambiará palabras con él. Lo que hace misteriosa la aparición de Muro es que deja entrever en esa conversación que sabe de Konoko mucho más que ella misma, y que, por casualidad o no, tiene un pasado muy similar al de Konoko, con la diferencia de no haber contado con la protección y tutela de una organización como el TCTF. Bastante más adentrado el juego, Konoko descubrirá que Muro posee habilidades similares a las suyas.
Habilidades: Experto en combate cuerpo a cuerpo y armas.
Puntos Débiles: Físicamente ninguno, emocionalmente, el resentimiento es su motor y su némesis.

## Recepción
Los comentarios críticos tienden a ser divididos internamente sobre el juego en pros y contras. En Metacritic, Oni tuvo un "metascore" de 73/100, pero tuvo un 9.5/10 por parte de los usuarios. Algunos encuestados se impresionan por el mínimo detalle de los gráficos de medio ambiente, la falta de inteligencia por parte de la IA en algunas situaciones, y la trama, que fue criticado en ocasiones como subdesarrollados. Por último, la dificultad del juego, en combinación con una falta de zonas para guardar la partida a veces se cita como negativos.
Además, muchos aficionados sintieron engañados porque el juego no cumplir todas sus promesas. La deficiencia más notable fue la ausencia de multijugador basados en LAN, que había sido demostrado en manos de las cabinas en la MacWorld Expos durante el desarrollo de Oni y eliminado antes de su liberación debido a preocupaciones sobre problemas de latencia. Esto también contribuyó a algunas de las bajas puntuaciones de los encuestados. Algunos de los contenidos del juego se redujo también, incluyendo el muy esperado "Demonio de Hierro", una gran muestra de la mecánica del juego en un tráiler.
Sin embargo, la mayoría de los elogios son recibidos por su buen carácter y gran variedad de animación del movimiento de los combates, así como la forma en que mezcla las armas y combatir cuerpo a cuerpo. Por lo tanto, la mayoría de los encuestados dio a Oni una media-buena puntuación en el reconocimiento del factor de disfrute del juego.